# Nicolas Bohier
Nicolas Bohier, o de Bohier, latinizzato come Nicolaus Boherius (Montpellier, maggio 1469 – Bordeaux, 17 giugno 1539), è stato un giurista francese, giureconsulto, avvocato al Parlamento di Bourges, balivo dell'arcivescovo della stessa città, consigliere del Gran Consiglio e presidente del Parlamento di Bordeaux.
È noto per essere stato il primo commentatore dei Coutumes du Berry, prima che queste usanze costituissero la prima opera di diritto consuetudinario scritta su spinta di Luigi XI, ma la cui redazione fu effettivamente messa in atto solo dal 1535, sotto Francesco I, da Margherita di Valois, sua sorella, duchessa di Berry e infine nel 1539. Si ritiene che questo commento di Nicolas Bohier abbia influenzato la successiva stesura del 1539. 

## Opere
- Decisiones Burdegalenses, Lione, Michel Parmentier, 1547. L'utilità e la reputazione di questa raccolta di sentenze che tocca sia il diritto canonico sia il diritto penale spiegano le sue ristampe successive fino alla fine del XVII secolo. La prima edizione fu stampata nel 1547 dal libraio Michel Parmentier, patrigno di Jean-François de Gabiano (1519-1562). 
  - Decisionum Aurearum in Sacro Burdegalens, Lione, Jean-François de Gabiano, 1551.
  - (LA) Decisiones Burdegalenses, Cesar Farine, 1566.